# Szófia
Szófia (София – Szofija kiejtéseⓘ, régi magyar nevén: Szeredőc), Bulgária fővárosa, és egyben a legnépesebb (2010-es adat szerint 1 259 446 lakosú) városa.

## Földrajza
Az ország nyugati felén, a Vitosa hegy lábainál helyezkedik el 500-600 méterrel a tengerszint felett.

### Éghajlata
Szófia éghajlata nedves kontinentális (Dfb és Cfb Köppen besorolása szerint, ha -3 °C-os izotermával, évi 10,9 °C-os átlaghőmérséklettel), ahol a négy évszak nem élesen, de elkülönül egymástól. A tél hideg és többnyire havas: a hóval fedett napok száma átlagosan 56 egy évben és átlagosan 98 cm hó esik. A leghavasabb feljegyzett tél 1939-1940-ben volt, amikor 169 cm hó esett összesen, az eddigi rekord hóvastagság 57 cm volt, ezt 2001 december 25-én mérték. A leghidegebb napokon a hőmérséklet -15 °C alá is csökkenhet, leginkább januárban. A legalacsonyabb feljegyzett hőmérséklet -31,2 °C (-24 °F) (1893. január 16-án.), a leghidegebb feljegyzett év 1893 volt, amikor a januári átlaghőmérséklet -10,4 °C (13 °F) és az éves hőmérséklet 8,2 °C (46,8 °F) volt. A leghidegebb feljegyzett év 1893 volt.
A nyarak melegek és naposak, de a város általában valamivel hűvösebb marad, mint Bulgária más részein a tengerszint feletti magasság miatt. Hőhullámok idején a hőmérséklet eléri vagy meg is haladja a 35 °C-ot, különösen júliusban és augusztusban. A legmagasabb feljegyzett hőmérséklet 40,2 °C (2000. július 5.). A legmelegebb feljegyzett hónap 2012 júliusa volt, 24,8 °C-os átlaghőmérséklettel. A legmelegebb év a feljegyzések szerint 2023 volt, 12,1 °C-os éves hőmérséklettel.

A tavasz és az ősz általában rövidek, az időjárás szeszélyes és hirtelen csap nyárba vagy télbe.
| Hónap                                                               | Jan.  | Feb.  | Már.  | Ápr.  | Máj. | Jún. | Júl. | Aug. | Szep. | Okt. | Nov.  | Dec.  | Év    |
| ------------------------------------------------------------------- | ----- | ----- | ----- | ----- | ---- | ---- | ---- | ---- | ----- | ---- | ----- | ----- | ----- |
| Rekord max. hőmérséklet (°C)                                        | 19,0  | 22,0  | 31,0  | 31,0  | 34,0 | 38,0 | 41,0 | 40,0 | 36,0  | 34,0 | 25,0  | 23,0  | 41,0  |
| Átlagos max. hőmérséklet (°C)                                       | 3,3   | 5,7   | 10,8  | 16,0  | 21,0 | 24,8 | 27,3 | 27,3 | 23,1  | 17,2 | 9,7   | 4,4   | 15,9  |
| Átlaghőmérséklet (°C)                                               | −1,1  | 0,6   | 5,2   | 10,2  | 14,9 | 18,6 | 20,7 | 20,4 | 16,3  | 10,8 | 4,8   | 0,4   | 10,2  |
| Átlagos min. hőmérséklet (°C)                                       | −4,9  | −3,7  | 0,1   | 4,5   | 9,3  | 12,5 | 14,3 | 13,9 | 10,3  | 5,6  | 0,5   | −3,3  | 5,0   |
| Rekord min. hőmérséklet (°C)                                        | −31,2 | −25,4 | −18,4 | −10,5 | −2,2 | 1,4  | 4,0  | 3,5  | −2,0  | −6,0 | −15,3 | −20,7 | −31,2 |
| Átl. csapadékmennyiség (mm)                                         | 34    | 32    | 37    | 52    | 74   | 80   | 59   | 48   | 39    | 42   | 51    | 43    | 591   |
| Havi napsütéses órák száma                                          | 75    | 97    | 145   | 179   | 227  | 262  | 306  | 289  | 214   | 160  | 98    | 59    | 2111  |
| Forrás: World Weather Information Service, Climate Sofia - Bulgaria |       |       |       |       |      |      |      |      |       |      |       |       |       |

## Demográfiája
A város népességének változása:
| Lakosok száma | 434 900 | 1 166 587 | 1 113 742 | 1 148 429 | 1 162 898 | 1 213 542 | 1 231 981 | 1 241 675 | 1 221 172 | 1 404 116 |
|               | 1946    | 1999      | 2002      | 2005      | 2008      | 2012      | 2015      | 2018      | 2021      | 2024      |

## Története
A terület első lakosai az i. e. 8. század folyamán telepedtek le itt, így Európa egyik legöregebb fővárosaként tarthatjuk számon Szófiát. Az első, Serdica elnevezését a trák Serdi törzs után kapta. Ezt megtartotta a római hódítás után is, és Moesia provincia központjává vált. E korabeli romok ma is megtalálhatóak a központban, ahol a metróállomás neve is az ókori elnevezést viseli.
A népvándorlás korában a hunok feldúlták és elpusztították, ami után I. Iusztinianosz keletrómai császár építtette újjá Triaditsa néven. A hunok után érkező szlávok már Szredec néven említik, amit a 809-ben érkező bolgárok átvettek, és egészen a 16. századig használtak. A Szófia elnevezés a törökök elől beszivárgó görög népességtől ered a 14. századból.
1382-ben kezdetét vette a közel ötszáz éves török uralom. Bulgáriát Rumélia néven átszervezték, és Szófia lett a közigazgatási központja. Az iga alól 1878-ban szabadult fel orosz csapatok segítségével (aminek tiszteletére székesegyháza a középkori orosz hadvezér, Alekszandr Nyevszkij nevét viseli ma is bolgáros változatban: Alekszandar Nevszki), és a független Bulgária fővárosa lett. A 20. században lakossága megtöbbszöröződött. Különösen a második világháborút követő népköztársasági idők rohamos lakótelep-építéseinek köszönhetően a századfordulón még kisvárosból milliós nagyvárossá lett.

## Kerületei
Szófia területét közigazgatási szempontból a megyei szintű Szófia főváros (Oblaszt Szofija sztolica) fedi le, amelynek egyetlen kistérsége a Fővárosi kistérség (Sztolicsna obstina). A fővárost körülvevő Szófia megye területe nem foglalja magában a fővárosét, noha adminisztrációs székhelye Szófia. Huszonnégy kerületre oszlik, a tényleges Szófián kívül három másik várost és 34 községet foglal magában. A kerületek és a települések polgármesterei választások eredményeként kerülnek pozícióikba, a közgyűlések tagjait négyévente választják. A szófiai önkormányzat és mind a 38 település közös vezetője a szófiai főpolgármester. A 2023-as önkormányzati választást Vaszil Terziev nyerte meg, és kezdte meg első terminusát mint a Folytatjuk a Változást – Demokratikus Bulgária pártszövetség és a Mentsük Meg Szófiát párt közös jelöltje.
| Városi kerületek | Részben vagy tisztán elővárosi kerületek | Szófia térképe |
| --- | --- | -------------- |
| 1. Szredec (Средец) 2. Kraszno Szelo (Красно село) 3. Vazrazsdane (Възраждане) 4. Oborise (Оборище) 5. Szerdika (Сердика) 6. Podujane (Подуяне) 7. Szlatina (Слатина) 8. Izgrev (Изгрев) 9. Lozenec (Лозенец) 10. Triadica (Триадица) 11. Kraszna Poljana (Красна поляна) 12. Ilinden (Илинден) 13. Nadezsda (Надежда) 15. Mladoszt (Младост) 16. Sztudentszki (Студентски) 19. Ljulin (Люлин) | 14. Iszkar (Искър) 17. Vitosa (Витоша) 18. Ovcsa Kupel (Овча купел) 20. Vrabnica (Връбница) 22. Kremikovci (Кремиковци) Elővárosi kerületek 21. Novi Iszkar (Нови Искър) 23. Pancsarevo (Панчарево) 24. Bankja (Банкя) |                |

## Látnivalók

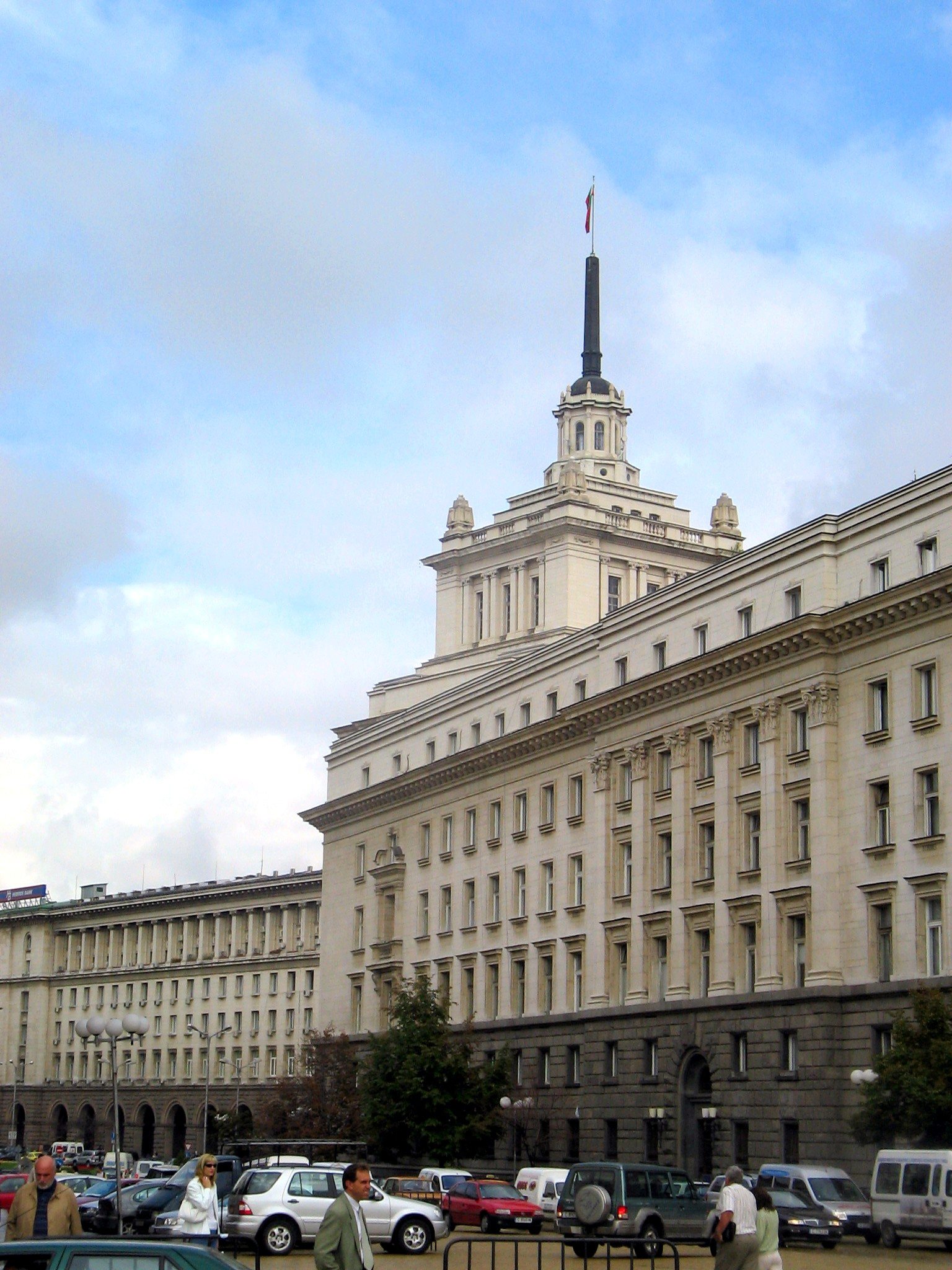
A bolgár parlament épülete
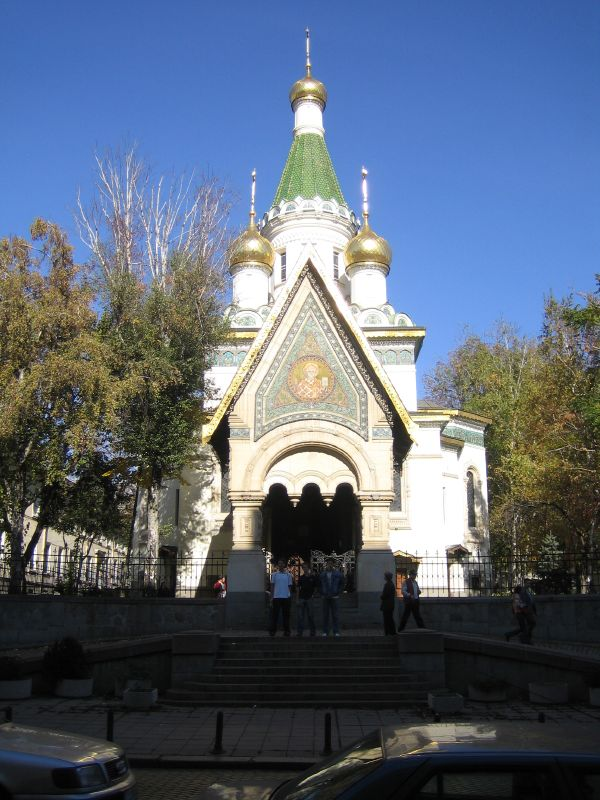
Az orosz templom
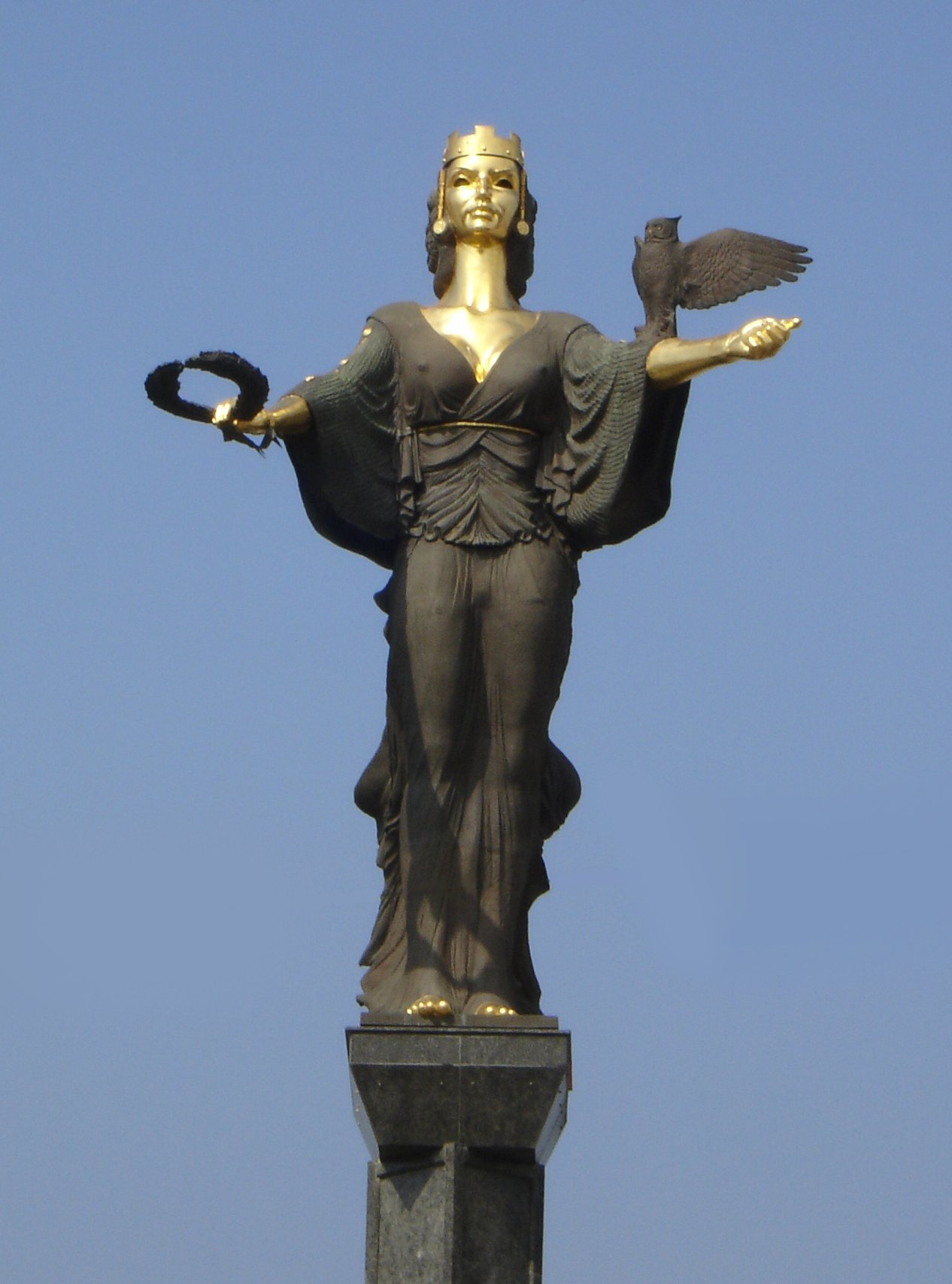
Szent Szófia szobra
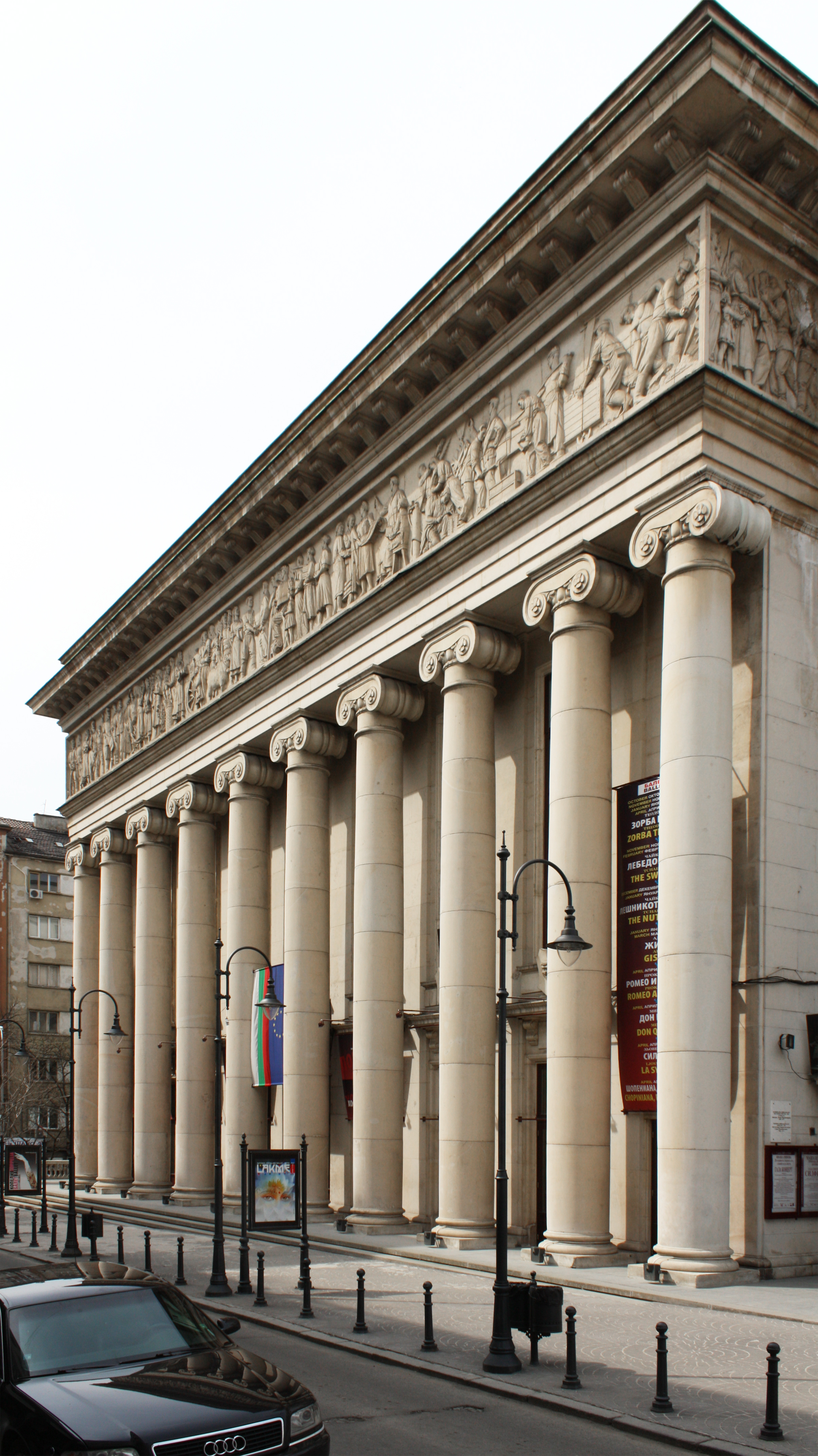
A Nemzeti Balett és Operaház épülete

### Belváros
| Látnivaló                                                           | Leírás | Kép |
| ------------------------------------------------------------------- | --- | --- |
| Alekszandr Nyevszkij-székesegyház (Храм-паметник Александър Невски) | Az 1877–1878-as orosz-török felszabadító háborúban elesett 200 000 orosz katona emlékére épült.                                                        |     |
| Szófiai központi zsinagóga (Софийска синагога)                      | Európa második legnagyobb szefárd zsinagógája és a legnagyobb ilyen vallási létesítmény a Balkán-félszigeten.                                          |     |
| Banja Basi mecset                                                   | 16. századi emlék a török időkből, szemben a Vásárcsarnokkal.                                                                                          |     |
| Ivan Vazov Nemzeti Színház (Народен театър Иван Вазов)              | 1907-ben megnyílt, bécsi építészek keze munkáját dicsérő épület. Az 1920-as években újjáépítették.                                                     |     |
| Csodatévő Szent Miklós-templom                                      | A belvárosban álló orosz ortodox templomot 1913-ban építették.                                                                                         |     |
| A Hét Szent Temploma (църква Свети Седмочисленици)                  | A templom annak a hét szentnek állít emléket, akik elvitték a kereszténységet a szlávokhoz.                                                            |     |
| Szent György-templom (Ротондата "Св. Георги")                       | A Kr. u. 4. századból származó kegyhely a késő római kor emléke. A központban, mégis eldugott helyen, a Sheraton Balkan Hotel belső udvarán található. |     |
| Nemzeti Kultúrpalota (Национален дворец на културата)               | Az 1981-ben megnyílt monumentális épület az egyik legnagyobb kulturális komplexum Délkelet-Európában.                                                  |     |

### Környező látnivalók
| Látnivaló           | Kép |
| ------------------- | --- |
| Bojana-templom      |     |
| Dragalevci monostor |     |
| Rilai kolostor      |     |
| Vitosa hegység      |     |

## Közlekedés

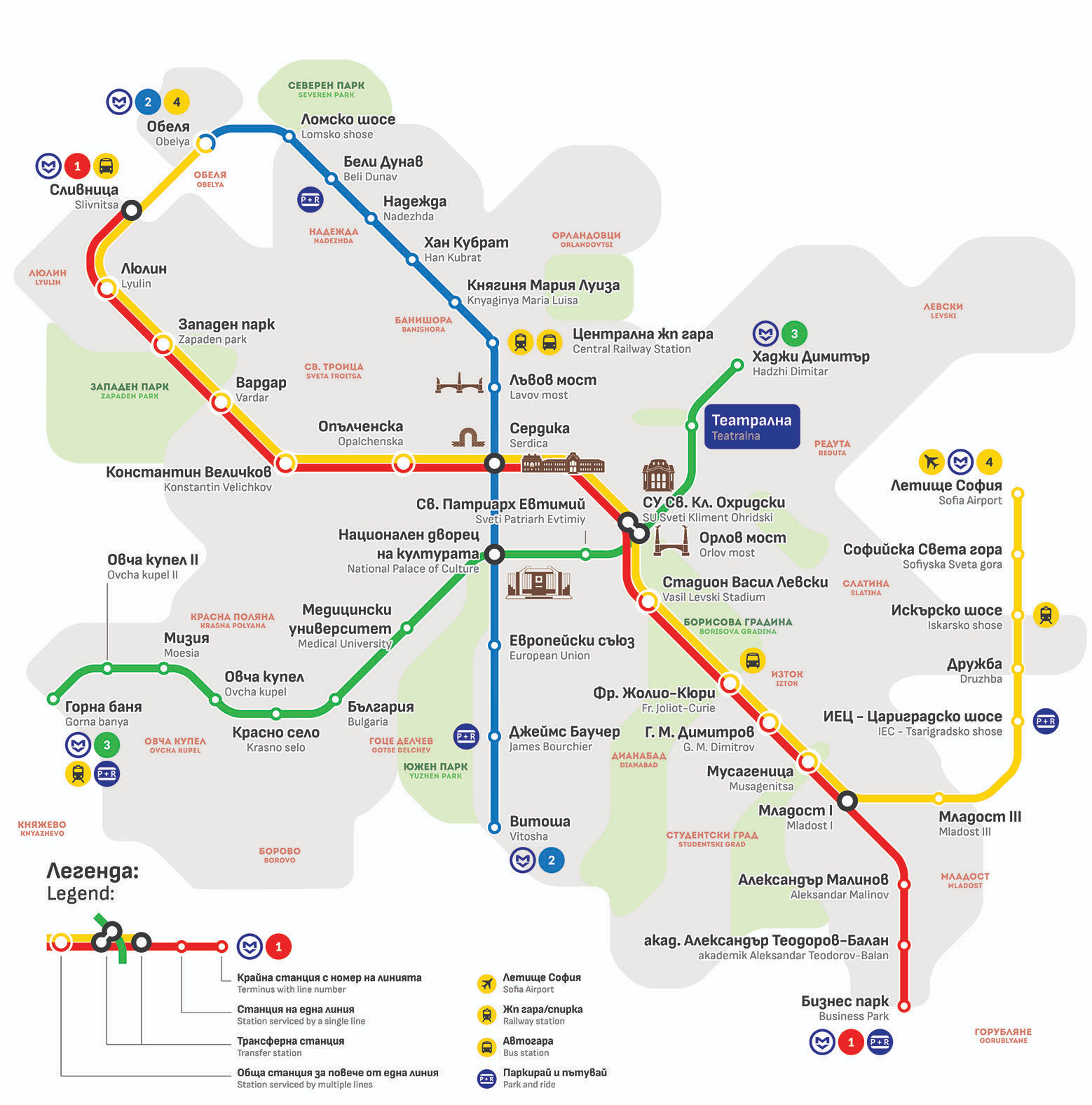
A szófiai metró térképe

Szófia tömegközlekedése a modern értelemben 1901-ben indult az első villamosok üzembe helyezésével. Főleg külföldi villamosok közlekedtek, de 1951-től mintegy negyven évig bolgár gyártású járművekkel is rendelkezett a város. 1935-ben indult meg a buszközlekedés, kevés járattal, melyeket fokozatosan fejlesztettek. Számos magyar Ikarus-modell is közlekedett a szófiai utakon. Szófiából a távolsági buszok a Központi, Déli és Nyugati buszpályaudvarról indulnak, a nemzetközi járatokat jobbára a Szerdika buszpályaudvar szolgálja ki. A trolibuszok 1941 óta járnak a bolgár fővárosban, hazai és más külföldi gyártmányok mellett Ikarus típusú trolijai is voltak a városnak. A szófiai metró két vonallal rendelkezik, a harmadik építése 2016-ban indult. Segítségével el lehet jutni a szófiai repülőtérre is, ahonnan belföldi és külföldi járatok közlekednek. A Központi pályaudvarról nemzetközi vonatok is indulnak, többek között Budapestre is. A városban taxik és iránytaxik is igénybe vehetőek.
2016-ban kilenc trolibuszjárat, 14 villamosvonal és 96 buszvonal működött a városban.

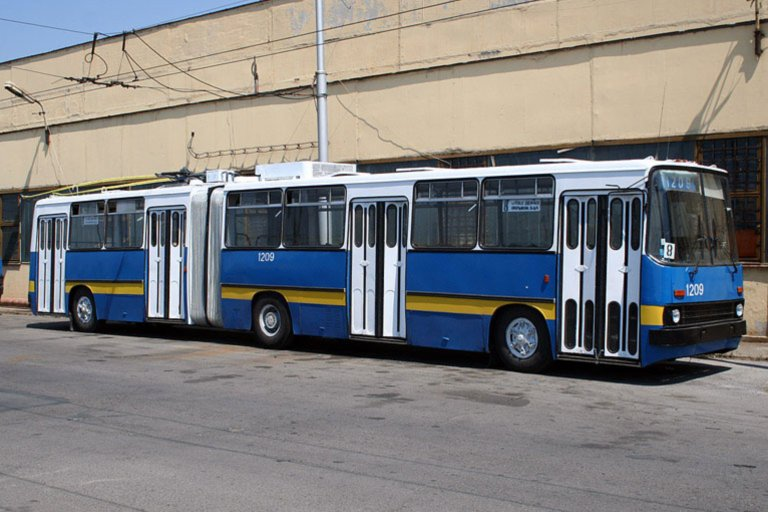
Magyar Ikarus 280T trolibusz Szófiában
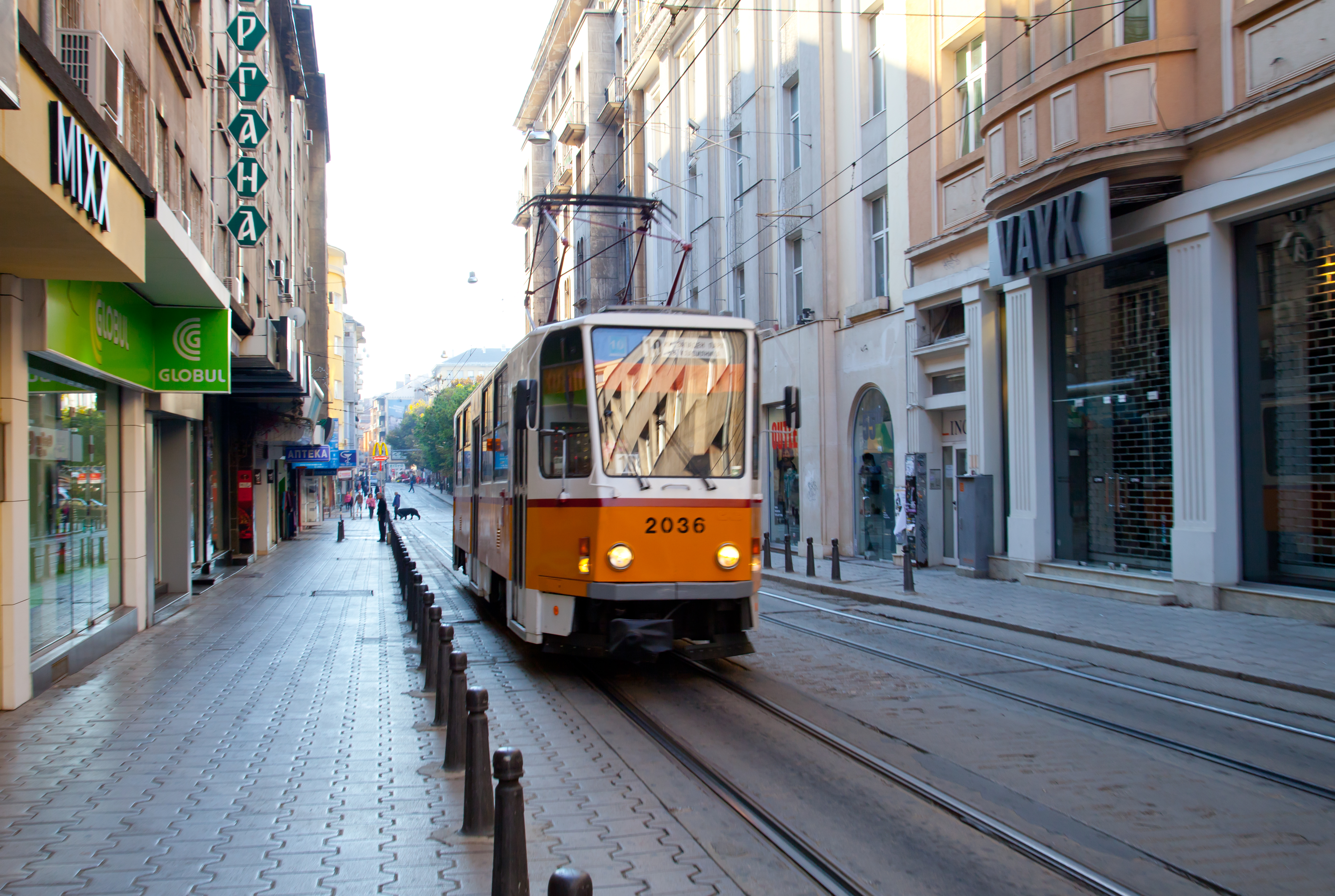
Tatra villamos
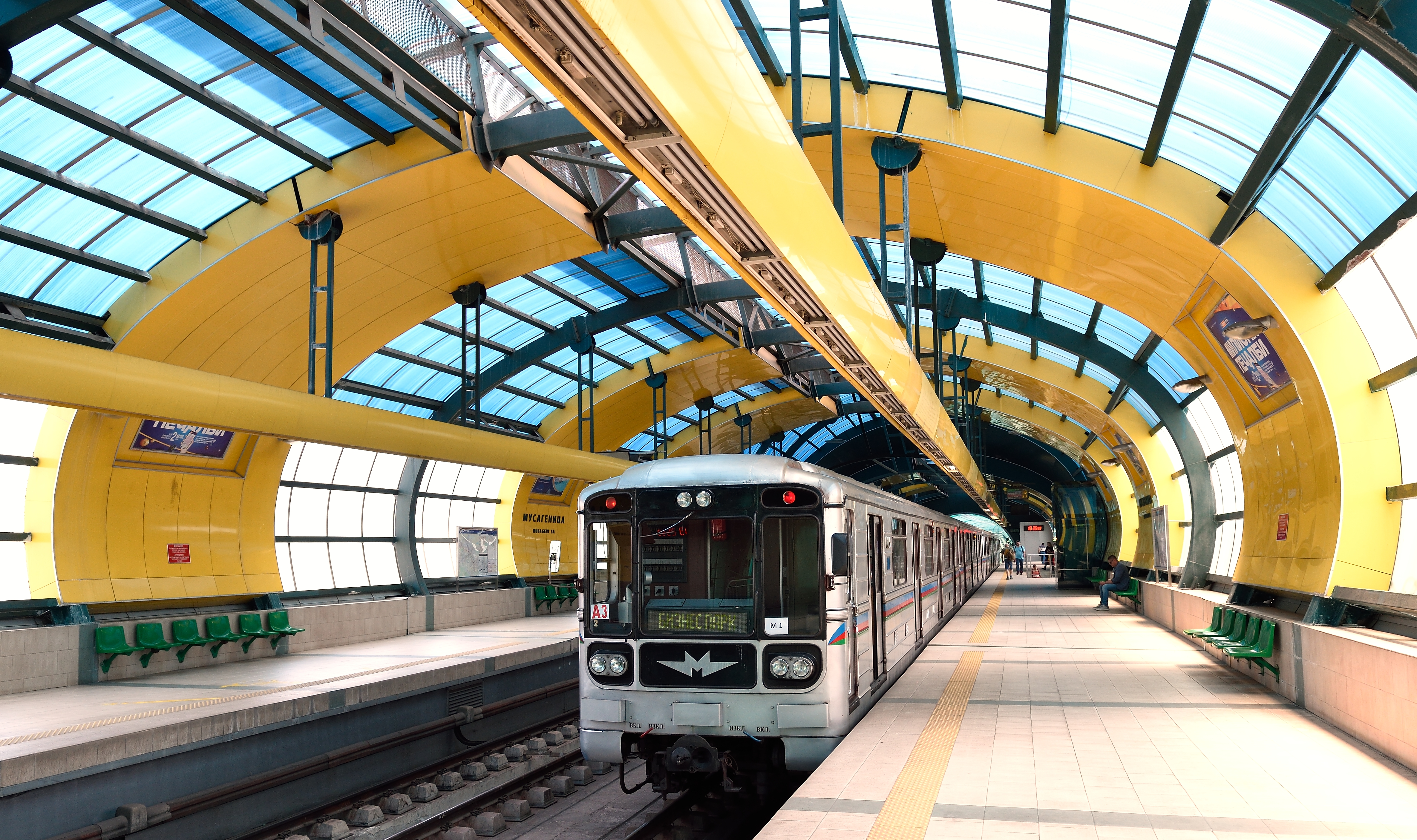
Musagenitsa metróállomás

## Testvérvárosok
- Algír, Algéria
- Ankara, Törökország
- Athén, Görögország
- Berlin, Németország
- Brüsszel, Belgium
- Budapest, Magyarország
- Bukarest, Románia
- Bursa, Törökország
- Helsinki, Finnország
- Kijev, Ukrajna

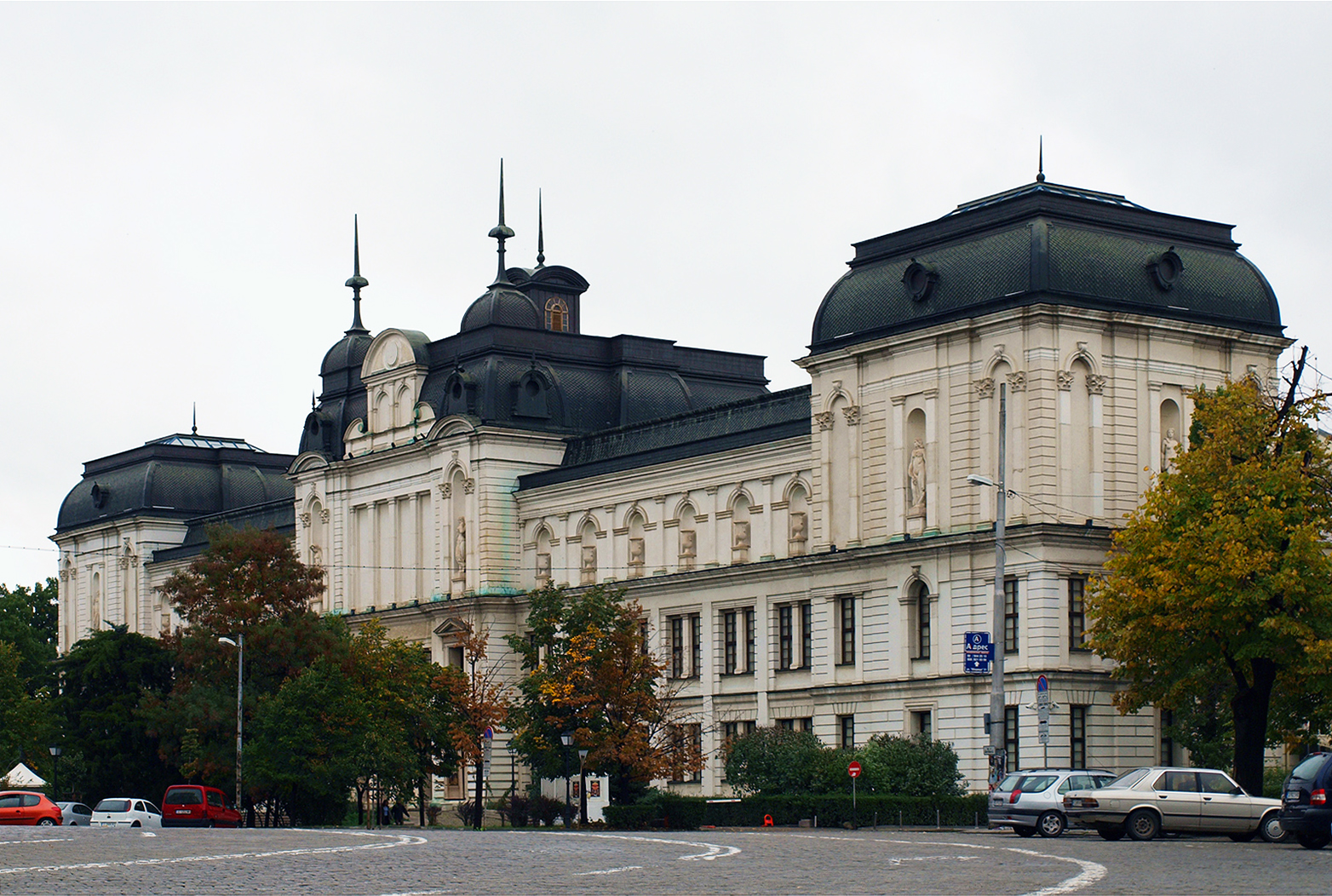
Nemzeti Galéria épülete

- London, Egyesült Királyság
- Madrid, Spanyolország
- Milánó, Olaszország
- Maras, Törökország
- Párizs, Franciaország
- Pittsburgh, USA
- Prága, Csehország
- Szkopje, Észak-Macedónia
- Szentpétervár, Oroszország
- Tel-Aviv, Izrael
- Tirana, Albánia
- Varsó, Lengyelország